# Karl Heinz Kristel
Karl Heinz Kristel (* 1. Oktober 1954 in Wölsendorf, Gemeinde Schwarzach bei Nabburg, Oberpfalz) ist ein deutscher Autor und ehemaliger Schulleiter.

## Leben
Kristel leitete von September 1999 bis Januar 2018 die Berufsfachschulen für Krankenpflege und Krankenpflegehilfe der Klinikum Bayreuth GmbH. Er ist Begründer und Projektkoordinator des "Bayreuther Tages der Krankenpflege", der 2010 unter seiner Regie erstmals am Klinikum Bayreuth veranstaltet wurde. Auf sein Betreiben gründete sich 2009 der "Förderkreis Vereint Lernen und Pflegen" e. V. in Bayreuth.
Er initiierte die Verleihung des "Bayreuther Krankenpflegepreises", der alle zwei Jahre ausgeschrieben und vergeben wird.
Der Autor verfasste bisher mehrere Fachbücher und zahlreiche Beiträge für Fachzeitschriften zu Themen der Pflege, Gesundheit und Pflegepädagogik. Nach dem Eintritt in den Ruhestand hat er sein Wirken auf das Schreiben konzentriert. Zusätzlich zu den fachliterarischen Werken hat er sich der Belletristik verschrieben. Seinen ersten Roman "Liebe: Auch wenn`s weh tut", hat er unter dem Pseudonym Simon Rheinberg am 29. März 2020 veröffentlicht. Im Mai 2023 erschien seine biografische Erzählung "Annekathrin hat Krebs - Hört nicht auf, mit mir zu lachen - Die Geschichte einer Palliativschwester".

## Veröffentlichungen
- Hörbuch: Annekathrin hat Krebs. "Hört nicht auf, mit mir zu lachen" Die Geschichte einer Palliativschwester. Verlag und Sprecher Lukas Speitling, 20. März 2024, EAN 4099995342741
- Annekathrin hat Krebs. "Hört nicht auf, mit mir zu lachen" Die Geschichte einer Palliativschwester. Verlag Books on Demand, 2. Auflage, Norderstedt 31. Mai 2024, ISBN 978-3-7597-3602-4 (Paperback) ISBN 978-3-7597-9765-0 (E-Book)
- Liebe: Auch wenn`s weh tut Weiden i. d. Opf. 6. April 2020 ISBN 979-8-6323-5464-6
- Pflege in Therapie und Praxis. Lehr- und Praxishandbuch. G. Fischer, Stuttgart, Jena, New York 1995 ISBN 3-437-00786-6
- Gesundheitsbildung. Eine pflegerische Kernaufgabe. Kohlhammer Verlag, Stuttgart, 48. Jahrgang 11/1995
- Gesund pflegen. Streßbewältigung und Selbstpflege. Urban und Schwarzenberg, München, Wien, Baltimore 1998 ISBN 3-541-22051-1
- Krebs. Ursachen und Möglichkeiten primärer Vorbeugung. VmS Verlag, Baunatal, Recom Monitor, 3. Jahrgang, 3/1990
- Die Haut – ein Kontaktorgan. Teil 1. Bibliomed Verlag, Melsungen, Pflegen Ambulant, 4. Jahrgang, 6/1993
- Die Haut – ein Kontaktorgan. Teil 2. Bibliomed Verlag, Melsungen, Pflegen Ambulant, 5. Jahrgang, 4/1994
- Patienten mit Aphasie. Urban & Vogel Verlag, Berlin, Heilberufe, 48. Jahrgang, 04/1996
- Das medizinische Modell und die Nebenrolle der Pflege. Modelle des Menschen beeinflussen die Pflege. Folge 1. Bibliomed Verlag, Melsungen, Die Schwester Der Pfleger 36. Jahrgang 10/1997
- Aufbruch zur professionellen Emanzipation? Modelle des Menschen beeinflussen die Pflege. Folge 2. Bibliomed Verlag, Melsungen, Die Schwester Der Pfleger 36. Jahrgang 12/1997
- Schlüsselqualifikationen. Das Klassengespräch. Bestandteil demokratischer Schulkultur und Möglichkeit zur Förderung sozialer Kompetenzen. Bibliomed Verlag, Melsungen, Die Schwester Der Pfleger 42. Jahrgang 12/2003
- Das Tagebuch hilft beim Lernen. Teil 1: Pflegeausbildung benötigt eine strukturierte Reflexion und die Bewertung des Lernprozesses. DBfK-Verlag, Bad Soden, Pflege Aktuell Fachzeitschrift des Deutschen Berufsverbandes für Pflegeberufe, 03/2003
- Das Tagebuch hilft beim Lernen.  Teil 2: Von der Anleitung bis zur Selbstreflexion. DBfK-Verlag, Bad Soden, Pflege Aktuell Fachzeitschrift des Deutschen Berufsverbandes für Pflegeberufe, 04/2003
- Lernen in der Gruppe. Das Ausbildungskonzept der Bayreuther Krankenpflegeschule. Urban & Vogel Verlag, Berlin, Heilberufe Das Pflegemagazin, 56. Jahrgang, 03/2004
- Generalistische Pflegeausbildung. Proletarisierung statt Professionalisierung. Bibliomed Verlag, Melsungen, Die Schwester Der Pfleger 50. Jahrgang 01/2011
- Sport- und Tanzunterricht an der Krankenpflegeschule. Urban & Vogel Verlag, Berlin, Heilberufe Das Pflegemagazin, 63. Jahrgang, 10/2011

in rumänischer Sprache
- Îngrijirea bolnavului. Ed. ALL, Bukarest 1998 ISBN 973-9431-13-5